# Wozzeck
Wozzeck er en tysk opera af den østrigske komponist Alban Berg. Den blev skrevet mellem 1914 og 1922 og uropført i 1925. Operaen er en rejse ind i det menneskelige sinds afkroge i en brutal verden af afstumpethed og afmagt og er baseret på skuespillet Woyzeck af Georg Büchner, som Berg overværede uropførelsen af i 1914 og blev inspireret til at skrive en opera over. Siden har operaen etableret sig som en af de operaer som jævnligt opføres. Den består af tre akter med fem scener i hver akt. Forestillingen er en kynisk historie om den psykotiske antihelt Wozzeck og de ydmygelser, han udsættes for, og er ét af det 20. århundredes mest intense operamesterværker. 
Alban Berg skrev selv librettoen til operaen.